# Rio Guaçu
O rio Guaçu é um curso de água do estado do Rio Grande do Sul, no Brasil. Ele é afluente do rio Caí, que compõe a bacia hidrográfica do rio Caí.